# Barbens
Barbens ist eine katalanische Gemeinde (municipio) mit 926 Einwohnern (Stand: 2024) in der Provinz Lleida im Nordosten Spaniens. Sie gehört zur Comarca Pla d’Urgell. Die Gemeinde besteht neben dem Hauptort Barbens aus den Weilern Aguilella und El Bullidor.

## Geographische Lage
Barbens liegt etwa 26 Kilometer ostnordöstlich von Lleida in einer Höhe von ca. 285 m. 

## Bevölkerungsentwicklung
| 1900 | 1930 | 1950 | 1970 | 1981 | 1991 | 2001 | 2011 | 2021 |
| ---- | ---- | ---- | ---- | ---- | ---- | ---- | ---- | ---- |
| 812  | 1004 | 996  | 812  | 786  | 793  | 766  | 896  | 943  |

## Sehenswürdigkeiten
- Burganlagemit Kirche Mariä Geburt in El Bullidor
- Reste der alten Kommende des Tempelritterordens
- Marienkirche

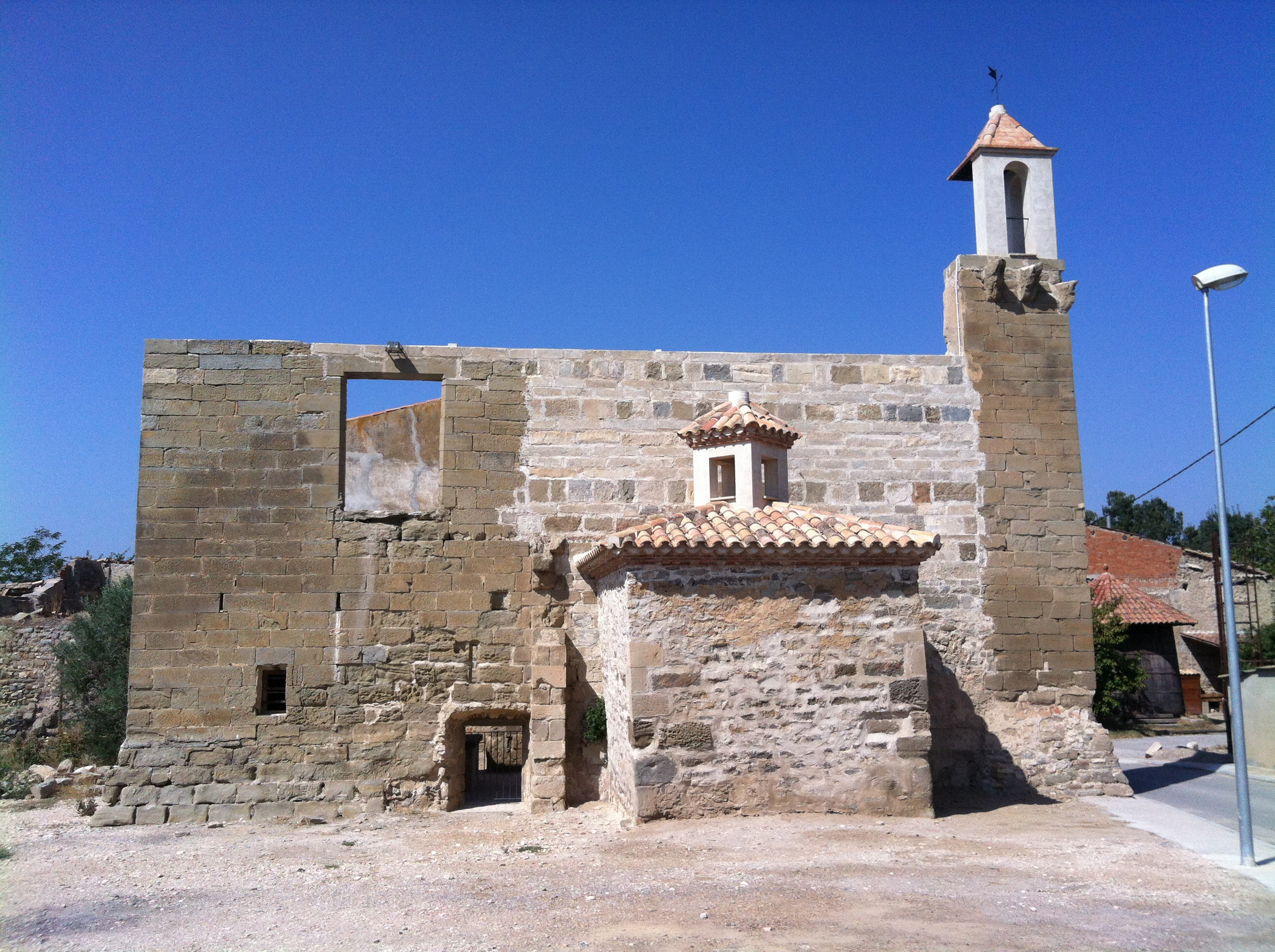
Burganlage und alte Kirche Mariä Geburt
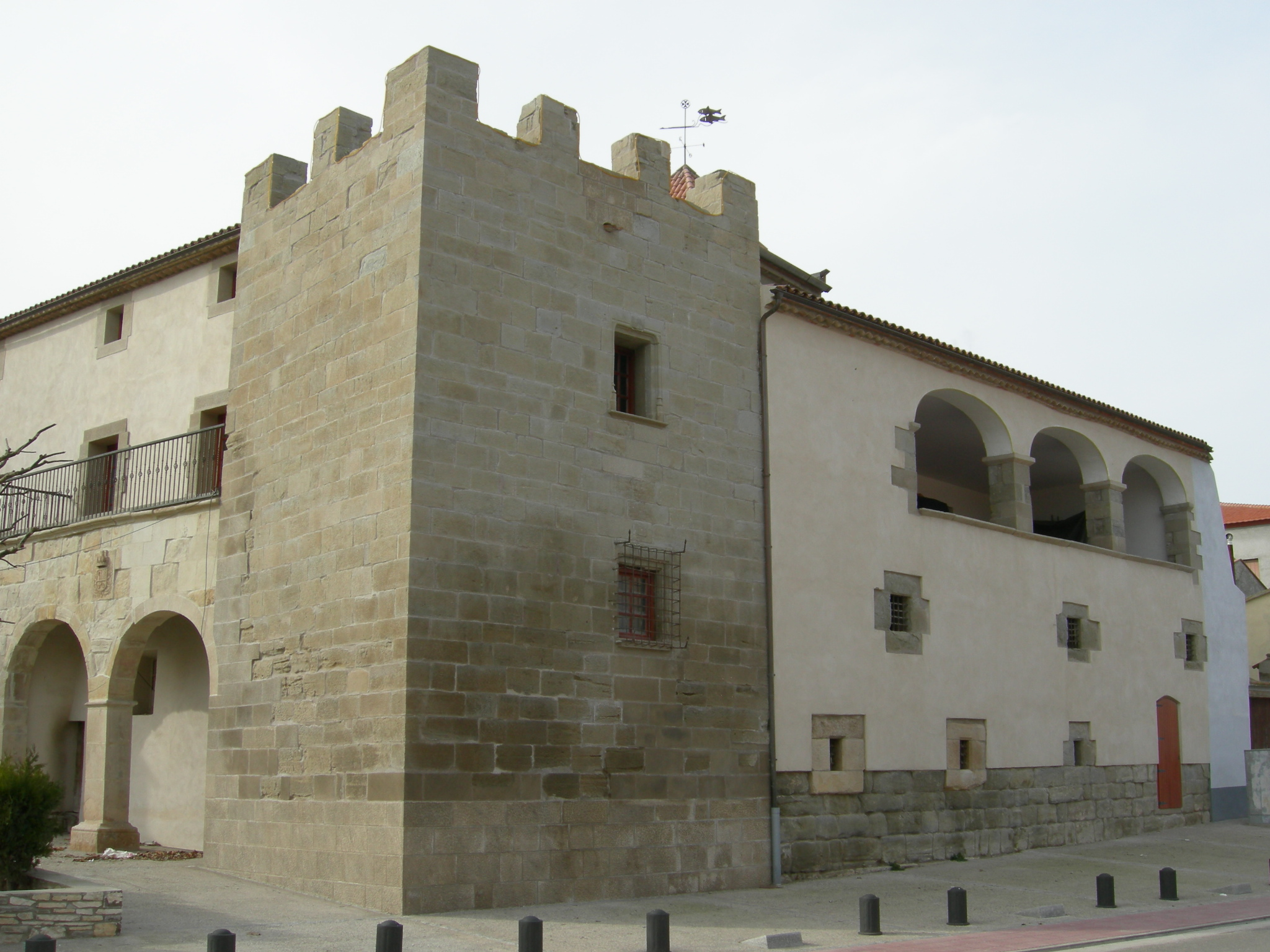
Reste der Kommende des Tempelritterordens
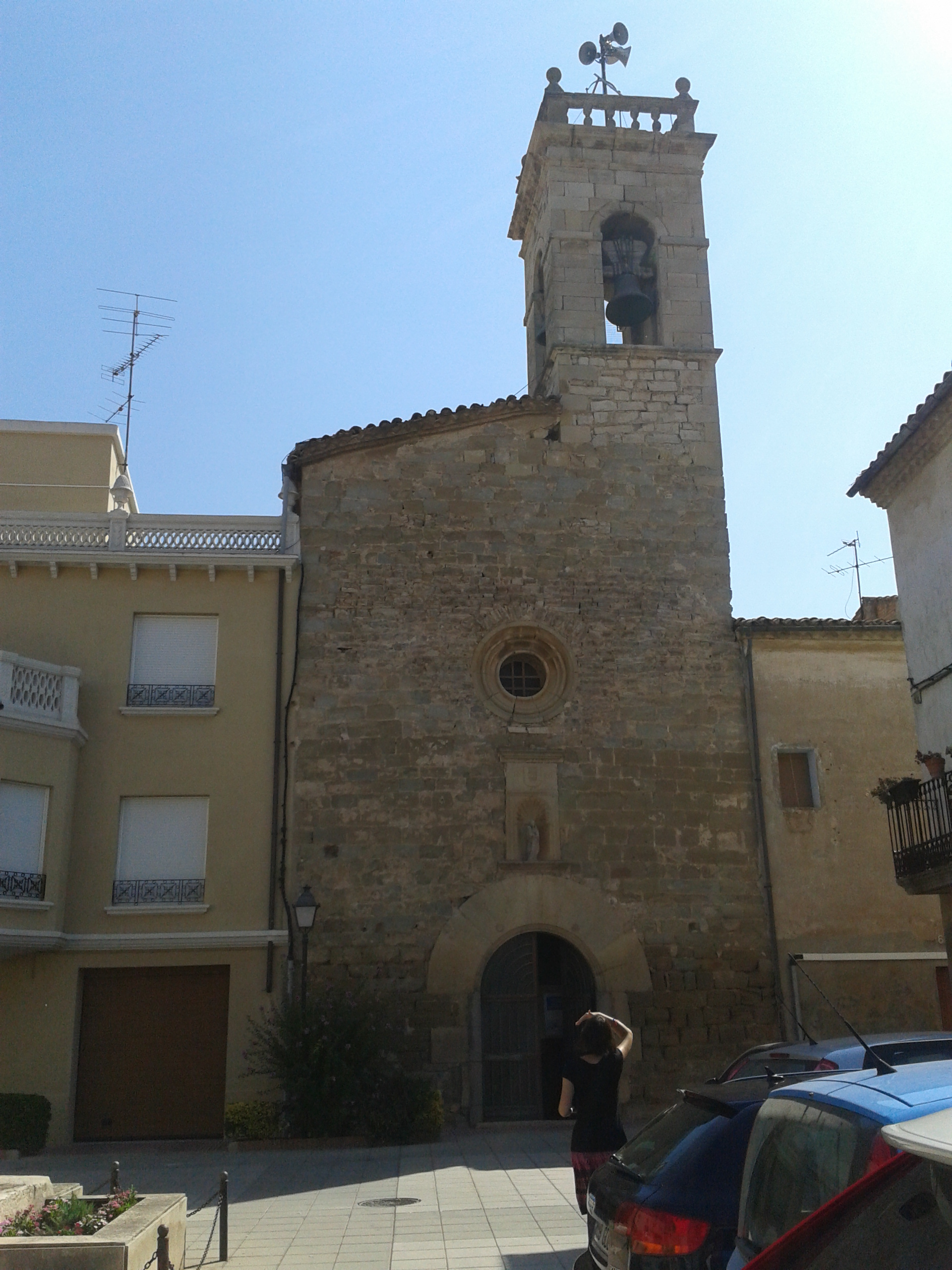
Marienkirche